# ヴィヴィアン・タム

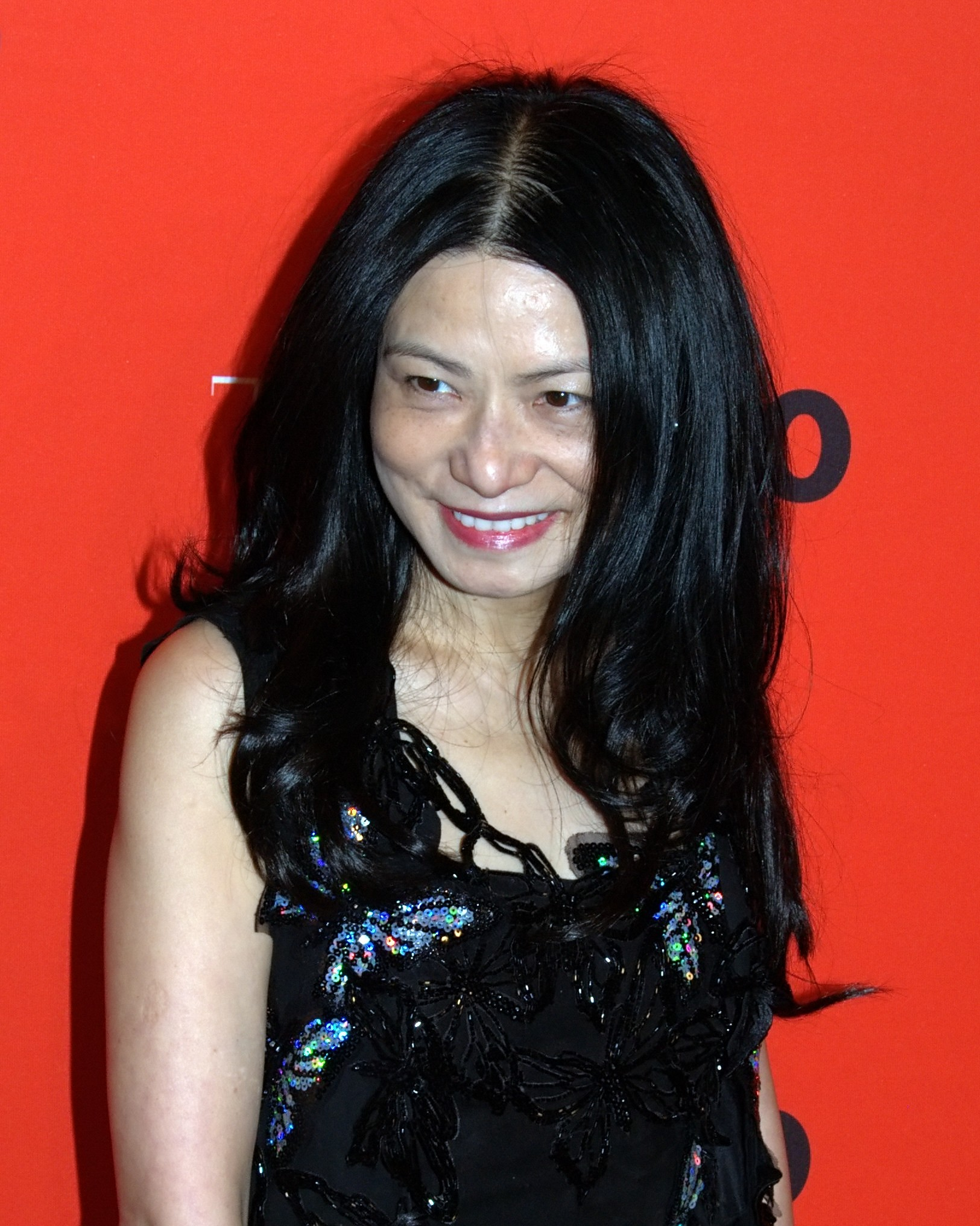
ヴィヴィアン・タム

ヴィヴィアン・タム（英: Vivienne Tam、中: 譚燕玉、1956年 - ）はニューヨークをベースに活躍するファッション・デザイナー。中国の広東省広州市で生まれ、3歳のときに香港に渡る。子供の頃からファッションに興味をもち、家族の服を作る母を見よう見まねで、わずか8歳の頃には兄妹が新年に着るための服を自らデザインし、作っていたという。
香港でデザインを学んだ後、自分がデザインした服を20枚ビニールの袋に詰め、1981年にニューヨークに渡る。1983年チャンスが訪れ、タムの中国にインスパイアされた東洋と西洋が融合したモダンなデザインが、高級デパートヘンリー・ベンデル(en:Henri Bendel)のバイヤーに認められ、人気はブレークする。1990年に自身のブランド"ヴィヴィアン・タム"を興した。
毛沢東や仏陀のイメージを用いたり、非常にカラフルでアジアテイストに溢れたデザインで知られている。また東洋と西洋、モダンアートとクラシックなど、相反するものを組み合わせることも知られている。
日本には1999年に神戸に出店した。
ヒューレット・パッカードとのコラボレーションにより、ミニノートPCをデザインしたシリーズを発売している。2009年2月に、芍薬の花などをデザインしたモデルを発売。2010年4月には、2010年春夏コレクションのテーマである「Butterfly Lovers」を基にデザインしたシリーズを発売している。「Butterfly Lovers」というテーマは、中国の四大民間説話のひとつである梁山伯と祝英台に想を得たもの。